# Temps, en avant !
Temps, en avant ! (en russe : Время, вперёд!, Vremia, vpered ; en anglais : Time, Forward!) est une suite musicale de Gueorgui Sviridov, publiée en 1965.
C'est une chanson patriotique de l’URSS.

## Historique

### Première utilisation
Il s'agit d'une suite musicale en plusieurs parties.
Temps, en avant ! est initialement composé par Gueorgui Sviridov pour le film Il est temps d'avancer, réalisé par Mikhaïl Schweitzer et sorti en 1965. Pour Stefan Berger, Chris Lorenz et Billie Melman, le morceau « unifie [l'ouverture du film] en une seule fresque héroïque des années 1930 »,.

### Utilisation à la télévision
Dès le début, elle devient en 1968 le générique de l'émission Vremia, dès sa création, usage qui la rend célèbre. C'est le critique et commentateur Andreï Zolotov qui explique en 1969 le choix de ce thème pour l'émission, déclarant que son identité musicale repose spécifiquement sur ce morceau, qui est selon lui « un symbole du Temps inhabituellement large, vif et efficace [avec] son rythme moteur, son mouvement incessant, son souffle qui englobe tout »,. Selon plusieurs universitaires russes, la musique est le « rythme principal de l'URSS à l'ère du socialisme tardif », jouant un rôle de synchronisation entre l'idéologie du Parti communiste et la population via la télévision. En 1971, Sviridov reçoit même une demande officielle du Comité d’État pour la Télévision et la Radiodiffusion ; son dirigeant Sergueï Lapine lui demande expressément de rendre la musique plus calme et moins anxieuse. Plusieurs années après, dans les années 1980, la musique est abandonnée. Selon certains, elle serait jugée trop martiale dans le contexte de la guerre d'Afghanistan, après l'envoi de troupes russes dans le pays, et équivaudrait pour le pouvoir soviétique à une « déclaration de guerre », tandis que d'autres estiment que c'est en lien avec la perestroïka, la musique étant considérée comme trop reliée au pouvoir autoritaire.
Des « manipulations idéologiques » entourent alors cette musique dans la décennie précédant l'effondrement de l'URSS. Remplacée un temps par un morceau de Mikhaïl Glinka, elle est par la suite réintroduite, après avoir été retravaillée et sa durée réduite.  
Elle est utilisée lors des Jeux olympiques d'hiver de 2014.